# لامسجيرفي
لامسجيرفي هي بحيرة متوسطة الحجم تقع في منطقة مستجمعات المياه الرئيسية أولويوكي. وهي تقع في منطقة كاينو، بلدية كومهو في فنلندا.

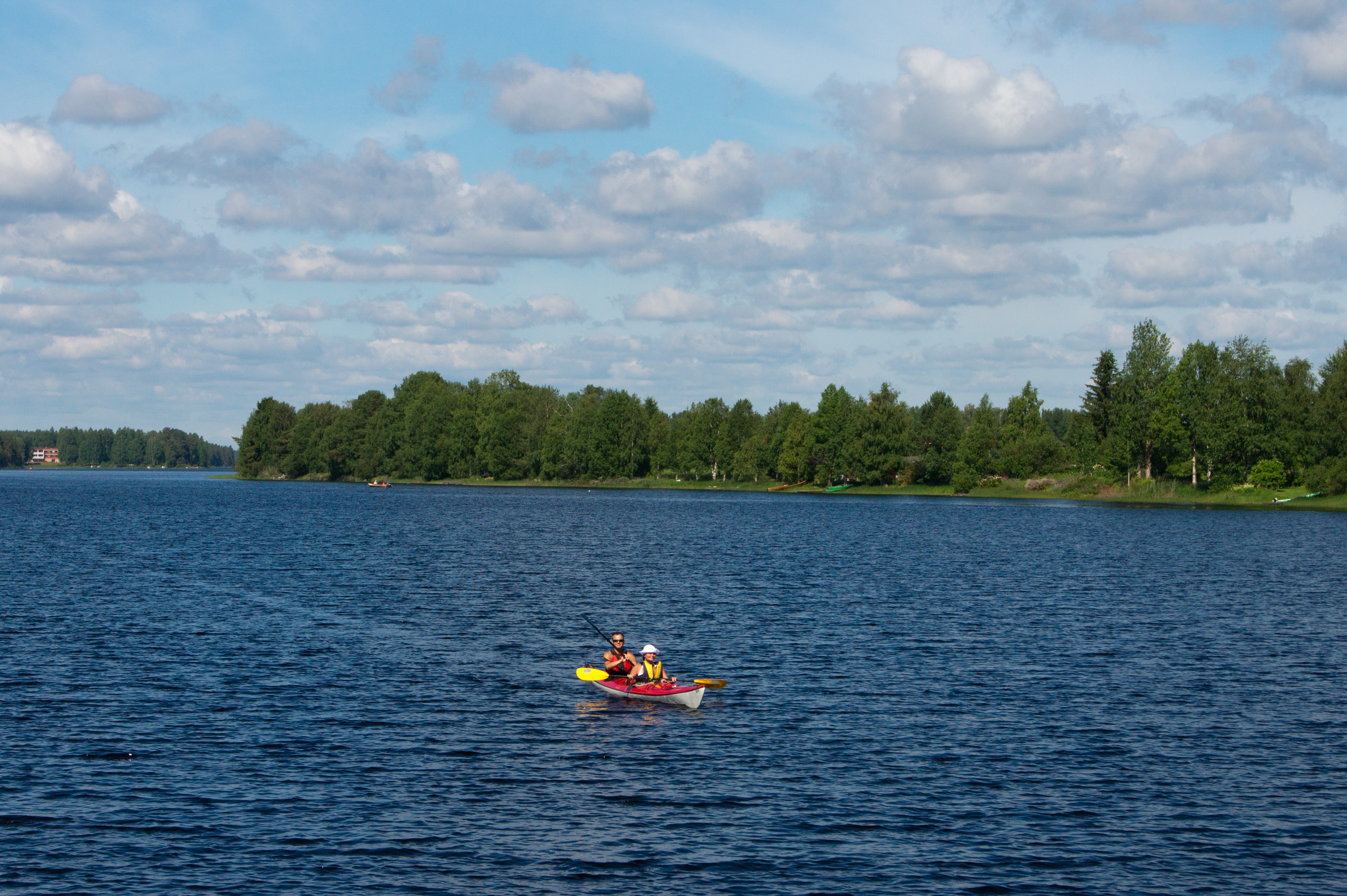
بحيرة لامسجيرفي 1

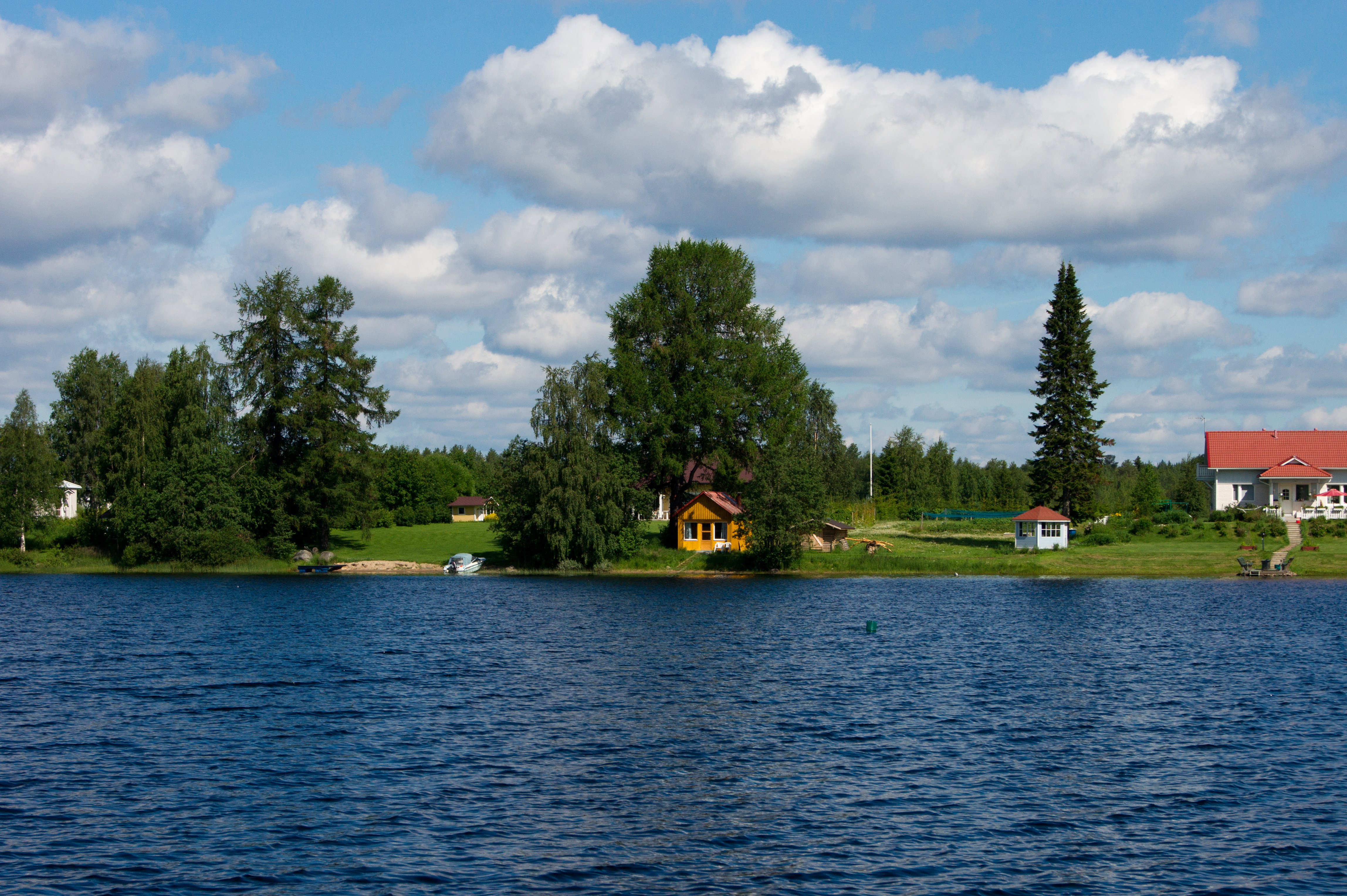
بحيرة لامسجيرفي